# Aeroportul Municipal Fort Madison
Aeroportul Municipal Fort Madison (IATA: FMS, ICAO: KFSW, FAA LID: FSW) este un aeroport din Iowa, Statele Unite ale Americii. Aeroportul a fost tranzitat în 2019 de 68 de pasageri.
Situat la o altitudine de 220,00464 m, aeroportul dispune de 1 pistă.

## Infrastructură

### Piste
Aeroportul dispune de o singură pistă. Pista 17/35 are suprafața de beton și dimensiunile 4.000 picioare × 75 picioare. 